# Abdoulie Bojang (Politiker)
Abdoulie Bojang (* 17. Februar 1960 in Sanajor; † 29. November 2024 in Bijilo) war ein Politiker im westafrikanischen Staat Gambia.

## Leben

### Berufliche Laufbahn
Bojang, Sohn des Landwirts Lamin Bojang, wuchs in Brikama auf und ging dort in die Grundschule, die er von 1969 bis 1975 besuchte. Danach wechselte er auf die St. Edwards Technical Secondary School, anschließend war er ab 1980 bis 1988 als Hilfslehrer tätig. Am Yundum College erwarb er die Qualifikation als Primary Certified Teacher und war dann bis zu seinem freiwilligen Ausscheiden 2005 an den verschiedensten Schulen in der Greater Banjul Area als Lehrer tätig.
Nach seiner Pensionierung war er als Manager bis 2007 in der Privatwirtschaft tätig. Ab 2007 studierte er auf dem Management Development Institute (MDI) Management.

### Politisches Leben
Nach den Parlamentswahlen 2007 wurde Bojang, neben den gewählten Mitgliedern, als weiteres Mitglied des Parlaments ernannt und zum stellvertretenden Parlamentssprecher gewählt. Nach dem Absetzen von Elizabeth Renner durch Präsident Jammeh wurde Bojang 2010 ihr Nachfolger. Nach den Parlamentswahlen 2017 folgte ihm Mariam Jack-Denton.
Von Mai 2017 bis ca. Ende 2019 war er gambischer Botschafter in Südafrika. Außerdem war er in Botswana, Lesotho, Malawi, Namibia, Sambia, Simbabwe und Swaziland akkreditiert. Er wurde Anfang 2020 von Baba Fatajo abgelöst.

## Auszeichnungen
- 2010 – Member of the Republic of The Gambia (MRG)[11]
- 2016 – July 22nd Revolution Award[12]